# 今出川実興
今出川 実興（いまでがわ さねおき）は、江戸時代中期の廷臣。中御門天皇時代の廷臣だが、早世した。官位も従五位上止まりである。父は権大納言今出川公詮。母は伏見宮邦永親王の王女。

## 経歴
今出川家の嫡男だが、15歳にして早世。今出川家の跡は内大臣西園寺致季の子今出川誠季が実興の養子として継いだ。

## 系譜
- 父：今出川公詮
- 母：輔子女王（伏見宮邦永親王の王女）